# Kazimierz Rodowicz

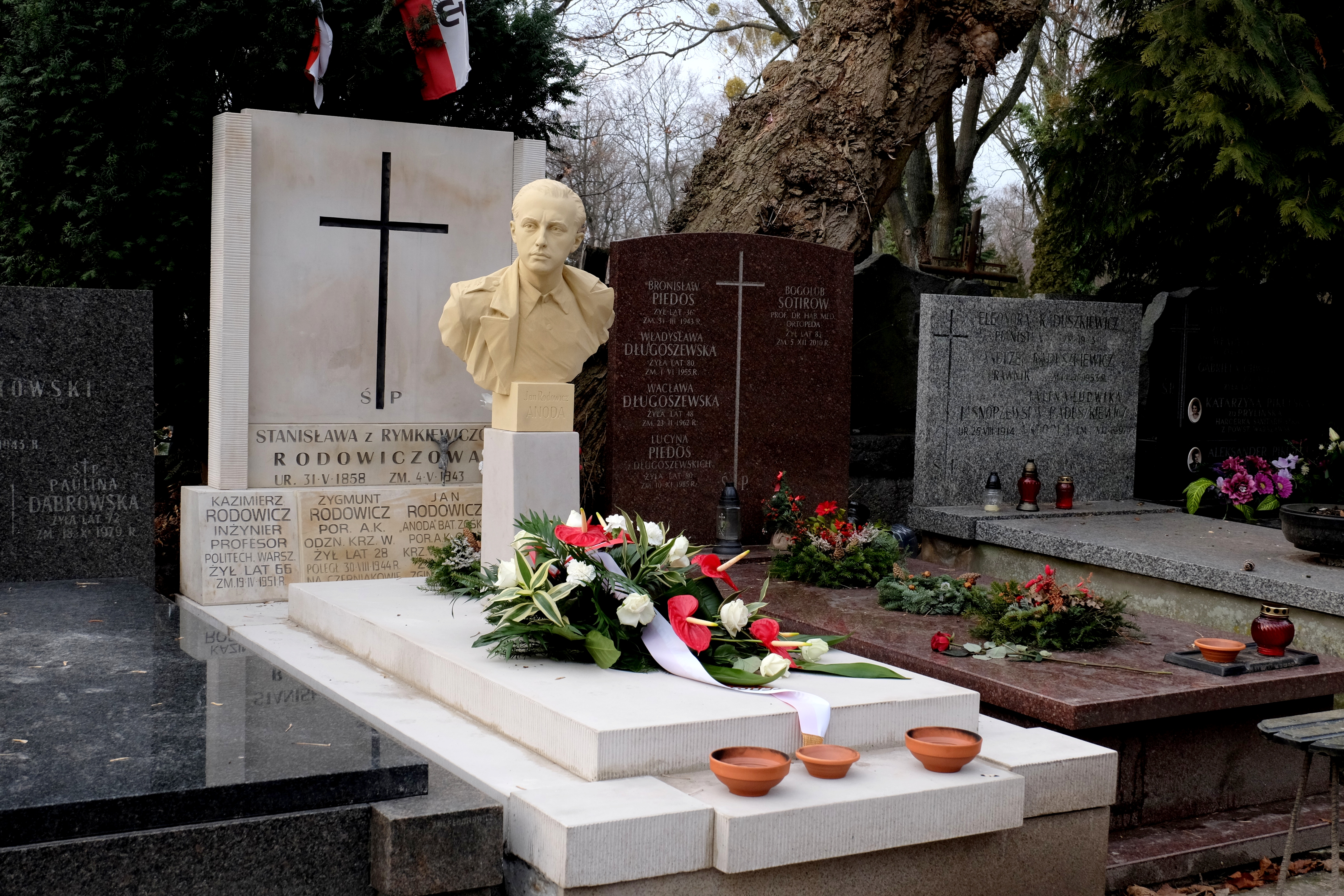
Grób Kazimierza Rodowicza na warszawskim cmentarzu Powązkowskim

Kazimierz Rodowicz (ur. 14 stycznia 1885 w Warszawie, zm. 19 kwietnia 1951 tamże) – polski inżynier budownictwa wodnego. 

## Życiorys
Syn Teodora i Stanisławy z Rymkiewiczów (1858–1943), młodszy brat Stanisława. W 1903 ukończył gimnazjum filologiczne w Kijowie, uzyskując świadectwo dojrzałości ze złotym medalem. Wykształcenie inżynierskie otrzymał w Instytucie Inżynierów Komunikacji w Petersburgu. Naukę kontynuował na Wydziale Inżynierii Lądowej w Wyższej Szkole Technicznej w Karlsruhe (1905–1912), gdzie specjalizował się w budownictwie wodnym. Po studiach pracował w biurze melioracyjnym we Lwowie. Równocześnie, w latach 1912–1914, był asystentem w Katedrze Budownictwa Wodnego Szkoły Politechnicznej we Lwowie. W 1914 objął stanowisko gubernialnego inżyniera-hydrotechnika w Ziemstwie Wołyńskim w Żytomierzu i do końca 1915 kierował pracami melioracyjnymi na Polesiu. Od stycznia 1916 do czerwca 1918 służył w wojsku rosyjskim, pełniąc funkcję naczelnika robót hydrotechnicznych, drogowych i mostowych przy dowództwie armii frontu zachodniego. Później pracował ponownie w Ziemstwie Wołyńskim w Żytomierzu jako naczelnik Wydziału Melioracyjnego. Od lutego 1919 pracował w Ministerstwie Robót Publicznych w Warszawie jako starszy referent Sekcji Budownictwa Wodnego. W latach kolejnych pracował w Technicznym Urzędzie Dróg Wodnych, Generalnej Dyrekcji Regulacji Rzek Żeglownych (1921–1923) i Dyrekcji Dróg Wodnych (1924–1933). W latach 1925–1933 był dyrektorem Warszawskiej Dyrekcji Dróg Wodnych. Od maja 1933 do wybuchu II wojny światowej zajmował stanowisko naczelnika Wydziału Dróg Wodnych w Urzędzie Wojewódzkim Warszawskim.
Równolegle z pracą zawodową, od 1921 prowadził działalność naukową i dydaktyczną w Politechnice Warszawskiej, początkowo jako adiunkt i wykładowca w II Katedrze Budownictwa Wodnego. W latach 1934–1936 prowadził także wykłady z zakresu dróg wodnych dla wyższych oficerów Sztabu Głównego.
W latach 20. opracował kompleksowy projekt regulacji Wisły z uwzględnieniem regulacji łożysk poszczególnych jej odcinków i dopływów. Przedstawił projekty budowy portów w Krakowie, Płocku i Poznaniu. Kierował budową Portu Handlowego na Pradze w Warszawie. Prowadził prace projektowo-budowlane w węźle dróg wodnych Żerań-Zegrze oraz wstępne prace projektowe budowy zbiorników wodnych w Czorsztynie, Goczałkowicach i Mianowie na Bystrzycy.
We wrześniu 1939 został ewakuowany do Brześcia, gdzie w październiku został aresztowany przez władze radzieckie. Dzięki pomocy przyjaciół został zwolniony i powrócił do Warszawy. Podczas okupacji pracował w Urzędzie Dróg wodnych, jako referent oraz doradca w Radzie Technicznej i w Radzie Komunikacyjnej Ministerstwa Komunikacji.
Po wojnie pełnił m.in. funkcję doradcy Rady Technicznej (później Komunikacyjnej) przy Ministerstwie Komunikacji (1945–1950), członka Rady Nadzorczej Spółki „Polska Żegluga na Odrze" (1946–1948) i członka Polsko-Czechosłowackiego Komitetu Studiów do Spraw Drogi Wodnej Odra-Dunaj (1948–1949).
W lipcu 1946 otrzymał tytuł profesora zwyczajnego oraz został kierownikiem II Katedry. Od 1949 był członkiem zwyczajny Towarzystwa Naukowego Warszawskiego. Należał do Polskiej Korporacji Akademickiej Związek Akademików Gdańskich Wisła.
Został pochowany na cmentarzu Powązkowskim w Warszawie (kwatera 228-1-12).
Materiały archiwalne Kazimierza Rodowicza znajdują się w PAN Archiwum w Warszawie pod sygnaturą III-52.

## Rodzina
Ożeniony z Zofią z Bortnowskich (1893–1990), siostrą gen. Władysława Bortnowskiego, mieli synów - uczestników powstania warszawskiego - Zygmunta (1917–1944), podporucznika AK, który zginął w powstaniu, i Jana, porucznika AK, dowódcy batalionu „Zośka”.

## Ordery i odznaczenia
- Krzyż Oficerski Orderu Odrodzenia Polski (10 listopada 1928)[4]
- Złoty Krzyż Zasługi (1938)

## Wybrane publikacje naukowe
- Typ nabrzeża w porcie śródlądowym (1924)
- Port handlowy na Wiśle w Warszawie (1926)
- Zagadnienia regulacji rzek w Polsce (1930)
- Droga wodna Warszawa-Bałtyk (1932)
- Ruch wody w korytach naturalnych (1937)
- Porty Płocka i Włocławka (1938)
- Uwagi aktualne dotyczące kierunku rozwoju naszych dróg wodnych (1948)